# Biblioteca Nacional de Bolivia
La Biblioteca Nacional de Bolivia, tiene sus orígenes prerepublicanos, el momento en que el Ejército de Liberación dirigido por el Mariscal de Ayacucho llegó a Chuquisaca en abril de 1825. Durante este período, Antonio José de Sucre fue nombrado alcalde de Chuquisaca por el mariscal Andrés de Santa Cruz, quien reconoció la importancia de la cultura para el progreso de su pueblo y la profundización de la libertad.

## Historia
En julio de 1825, Andrés de Santa Cruz propuso a Antonio José de Sucre, establecer una biblioteca pública en Chuquisaca. El 23 de julio de 1825, el Mariscal de Ayacucho nombró a  Agustín Fernández de Córdoba, como primer director y bibliotecario de la biblioteca de  Chuquisaca, junto con tres funcionarios, la propuesta de crear la biblioteca fue aprobada de inmediato. Los futuros Gobiernos motivaron la creación y el funcionamiento de las bibliotecas y, en particular, la Biblioteca Nacional de Bolivia. En 1844 el decreto denominado "Ereccional" obligó a las bibliotecas a que se suscribieran a revistas de literatura, política, industria y comercio, para formar colecciones de todos los diarios oficiales de la República en las publicaciones oficiales como monumentos manifiesto, mensajes, etc. Debe formar las habitaciones a la casa de la producción de la historia natural y algunos raros objetos de arte que son viejos, como en un museo, también se forma un cuarto separado para almacenar artes y oficios y premia obras de todo tipo. También formó una selección de modelos de máquinas, instrumentos y los santuarios de la última invenciones, para facilitar la zona de operaciones y servir a las artes. Un laboratorio químico que aún no se había creado. Podemos ver que la visión de los gobernantes de la época era que las bibliotecas eran los palacios de la cultura con múltiples funciones. Algunos años antes de la creación de dicho Decreto, otro gobierno votó crear el "depósito legal" que obligaba al sector privado y gobierno para presentar a la biblioteca una copia de todas las publicaciones periódicas, folletos, libros, etc.
Gunnar Mendoza fue el director del Archivo y Biblioteca Nacional, durante 50 años, desde 1944 a 1994.